# 会沢正志斎

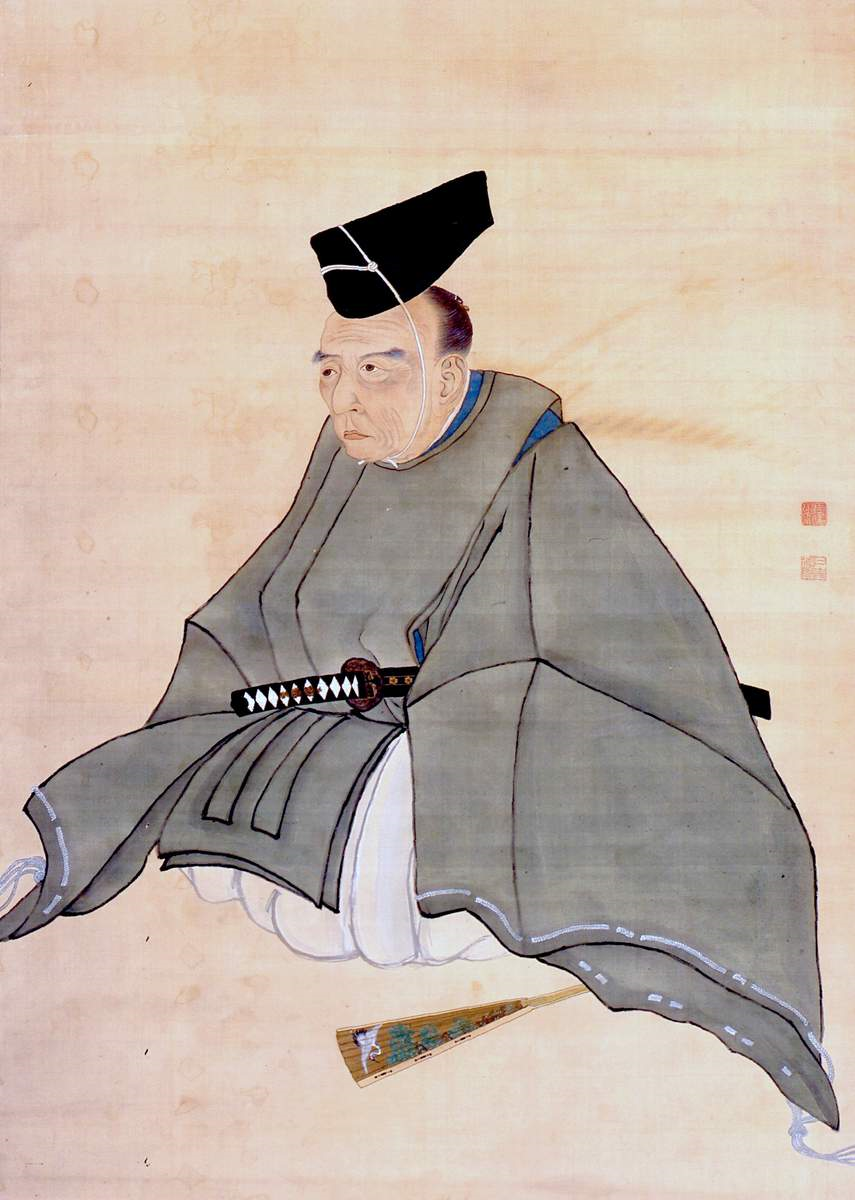
会沢正志斎

会沢 正志斎（あいざわ せいしさい、天明2年5月25日（1782年7月5日） - 文久3年7月14日（1863年8月27日））は、江戸時代後期から末期（幕末）の水戸藩士、水戸学藤田派の学者・思想家。名は安（やすし）。字は伯民。通称は恒蔵。号は正志斎、欣賞斎、憩斎。

## 生涯
天明2年（1782年）、水戸藩士・会沢恭敬の長男として、水戸城下の下谷で生まれる。母は根本重政の娘。幼名は市五郎、または安吉。会沢家は代々久慈郡諸沢村（常陸大宮市諸沢）の農家で、初代藩主・徳川頼房のとき餌差（鷹匠の配下、鷹の餌である小鳥を捕まえる職）となり、祖父の代に郡方勤めとなり、父・恭敬の代に士分となった。
寛政3年（1791年）、10歳にて藤田幽谷の私塾（のちの青藍舎）へ入門し、「沈深にして卓識あり」と評された。師となった幽谷は正志斎の8歳年上でいまだ18歳ではあるが、すでにその突出した学識で士分に取り立てられて名声があり、観念的な学問より実社会に役立つ実学を奨励した。後に正志斎は幽谷の教育内容を『及門遺範』にまとめている。寛政11年（1799年）、『大日本史』の修史局の彰考館に入り、書写生となる。また、ロシアのアダム・ラクスマンが根室に来航すると、幽谷はロシアの南下政策に関心を寄せ、正志斎もロシアの国情、国際関係を入手できる書物からまとめて、享和元年（1801年）に『千島異聞』を著す。
享和3年（1803年）、格式留守列となり、江戸彰考館勤務となる。文政4年（1821年）には藩主・徳川治紀の諸公子の侍読（教育係）を命じられ、その中に後の9代藩主・斉昭もいた。文政6年（1823年）、進物番上座となる。文政7年（1824年）、水戸藩領大津村に食料を求めて上陸したイギリスの捕鯨船員と会見した。その会見の様子を記した諳夷問答』を著し、翌年に対策についての考察、いわゆる尊王攘夷論について体系的にまとめた『新論』を著して藩主・徳川斉脩に上呈したが、内容が過激であるという理由で公には出版されなかった。
文政9年（1826年）、幽谷の死去を受けて彰考館総裁代役に就任した。文政12年（1829年）、藩主・斉脩の後継問題で敬三郎（斉昭）を擁立する運動に参加し、山野辺義観、藤田東湖らとともに江戸へ出て奔走した。無断で江戸に出た罪で逼塞を命じられたが、30日ほどで許されて郡奉行となる。翌年通事、調役となり、また彰考館総裁となった。以後、斉昭から取り立てられ、藩政改革を補佐した。天保3年（1832年）、禄高150石。天保9年（1838年）、学校造営掛に任じられ、藩校の規模・教育内容を研究して『学制略説』などを著す。天保11年（1840年）には小姓頭となり、藩校の弘道館の初代教授頭取に任じられた。同時に役料200石が給され、計350石となる。弘道館は翌年開校され、水戸学発展に貢献した。
弘化2年（1845年）、斉昭は江戸幕府から藩政改革の問題点を指摘されて隠居・謹慎を命じられると、正志斎も蟄居を命じられた。嘉永2年（1849年）に斉昭が復帰すると同時に赦免され、のちに弘道館教授に復帰した。安政2年（1855年）、将軍・徳川家定に謁見する。
安政5年（1858年）、幕府の日米修好通商条約締結に関して、朝廷から水戸藩に戊午の密勅が下ると、会沢は密勅を水戸藩から諸藩へ回送することに反対して、勅諚の朝廷への返納を主張し、藩内の尊王攘夷鎮派の領袖として尊皇攘夷激派と対立する。斉昭が安政の大獄で永蟄居処分となると藩内はさらに混迷し、正志斎はその収拾に努めた。文久2年（1862年）には一橋慶喜（徳川慶喜）に対して、開国論を説いた『時務策』を提出する。このため、激派からは「老耄」と批判された。同年、馬廻頭上座を務める。
文久3年（1863年）、水戸の自邸にて死去。82歳。墓所は茨城県水戸市の本法寺。

## 評価
正志斎は『新論』において尊王攘夷論を唱えた人物として知られるが、同時代の多くの知識人は『新論』に含まれる神話的な国体論に関心を示さず、思想書というよりも海防論の書として評価した。長州藩の吉田松陰も当初はその一人だったが、嘉永4年（1851年）の水戸来訪の際には正志斎に6度に渡り面会し、以後「日本」の自覚を主張するようになった。
松陰の『東北遊日記』には、「会沢を訪ふこと数次、率ね酒を設く。…会々談論の聴くべきものあれば、必ず筆を把りて之を記す。其の天下の事に通じ、天下の力を得る所以か」と記されている。
幕末期になり、尊皇攘夷論が盛んになると『新論』は多くの志士たちに読まれるようになるが、正志斎の思想をそのまま受容することは無く、「国体」や「祭政一致」といった言葉や部分だけを換骨奪胎する形で受け入れられた。水戸学の中での正志斎の評価が高まらなかった理由として、戦前の水戸学研究では、光圀と斉昭・東湖を水戸学の2つのピークとする認識が一般的だったことと、最晩年に著した『時務策』の中で「今時外国と通好は已むことを得ざる勢なるべし」と述べたことが、変節・転向と受け取られたことが後々まで影響したことが挙げられる。

## 著書
- 『千島異聞』（1801年・寛政13年）
- 『諳夷問答』（1824年・文政7年）
- 『新論』（1825年・文政8年）国立国会図書館近代デジタルライブラリーで閲覧可能。
- 『迪彝篇』（1833年・天保4年）国立国会図書館近代デジタルライブラリーで閲覧可能。
- 『退食間話』（1842年・天保13年）
- 『下学邇言』（1847年・弘化4年）
- 『及門遺範』（1850年・嘉永3年）国立国会図書館近代デジタルライブラリーで閲覧可能。
- 『時務策』（1862年・文久2年）

## 全集
- 『会沢正志斎文稿』（名越時正 編、国書刊行会、平成14年（2002年）9月） ISBN 4-336-04457-0

### 関連文献
- 『会沢正志斎書簡集』 大阪大学会沢正志斎書簡研究会 編、思文閣出版、2016年3月。ISBN 978-4-7842-1828-8
- 『新論・迪彜篇』塚本勝義訳注、岩波文庫、1941年、復刊1970年ほか。新版解説尾藤正英
- 『日本思想大系 53 水戸学』[6]今井宇三郎・瀬谷義彦・尾藤正英 校注、岩波書店、1973年
- 『新論』関口直佑全訳注、講談社学術文庫、2023年12月。ISBN 978-4065341971

## 関連作品
- 徳川慶喜（1998年、演：飯沼慧）